# Кравченко Костянтин Федорович
Костянтин Федорович Кравченко (8 листопада 1919, місто Суми — 14 травня 2014, місто Владивосток, Російська Федерація) — радянський державний діяч, 1-й секретар Владивостоцького міського комітету КПРС, голова Владивостоцького міськвиконкому. Депутат Верховної ради Російської РФСР 7-го скликання. Народний депутат СРСР (1989—1991).

## Життєпис
У 1942 році закінчив Хабаровський інститут інженерів залізничного транспорту.
У 1942—1952 роках — на різних посадах на Приморській та Далекосхідній залізницях. У 1952—1957 роках — головний інженер Владивостоцького відділення залізниці. Член КПРС.
У 1957—1960 роках — голова виконавчого комітету Фрунзенської районної ради депутатів трудящих міста Владивостока; 1-й секретар Фрунзенського районного комітету КПРС міста Владивостока.
У 1960—1965 роках — завідувач відділу транспорту та зв'язку Приморського крайового комітету КПРС.
У січні — липні 1965 року — голова виконавчого комітету Владивостоцької міської ради депутатів трудящих.
У липні 1965 — 1969 року — 1-й секретар Владивостоцького міського комітету КПРС.
У 1969—1984 роках — заступник, 1-й заступник голови виконавчого комітету Приморської крайової ради народних депутатів.
З 1984 року — персональний пенсіонер у місті Владивостоці.
З 1987 року — голова Ради ветеранів війни, праці, збройних сил та правоохоронних органів Приморського краю.
Помер 14 травня 2014 року в місті Владивостоці.

## Нагороди і звання
- орден Жовтневої Революції
- три ордени Трудового Червоного Прапора
- орден Дружби (Російська Федерація)
- медалі
- Почесний громадянин міста Владивостока